# Baynes Sound
Baynes Sound är ett sund i Kanada.   Det ligger i provinsen British Columbia, i den sydvästra delen av landet, 3 700 km väster om huvudstaden Ottawa.
Runt Baynes Sound är det ganska glesbefolkat, med 27 invånare per kvadratkilometer.